# 726型エアクッション揚陸艇
726型エアクッション揚陸艇（ななにろくがたエアクッションようりくてい、726型气垫登陆艇）は、中国人民解放軍海軍の071型揚陸艦に搭載する目的で開発された、重車両の揚陸を任務とするエアクッション揚陸艇である。

## 来歴
それまで中国海軍が運用していた724型エアクッション揚陸艇は主に人員輸送用で少量の貨物しか搭載できなかった。また少し大型の722-II型エアクッション揚陸艇は搭載能力が15トン程度であり軽車両ならば搭載することができたが、より大重量の装甲戦闘車両、装甲兵員輸送車、重装輪貨物車などを搭載することは不可能であった。
中国人民解放軍海軍は、071型ドック型揚陸艦を開発する過程で、その搭載艇となり重車両の揚陸任務に使用するエアクッション型揚陸艇として本型を開発することとなった。

## 設計
軍事ニュースサイト"jane's 360"の2017年11月30日付けの記事によると、搭載するガスタービンエンジンは、これまで就役した6隻のうち最初の3隻はウクライナ製の「UGT 6000」であり、残りの3隻は国産化した「QC-70」であると推測している。

### 搭載能力
引用元の資料によれば726型は、約60トンの搭載能力があると解説されている。しかし、資料のうちのひとつである"Jane's Fighting Ships 2016-2017"では搭載物の一例として「ZBD-05 AAV×2両と兵員」としている。なにゆえ主力戦車を搭載物の一例としなかったのかは不明である。この理由が作戦運用上の問題なのか、技術的な問題なのかも不明である。

### LCACとの比較
726型の外観はアメリカ海軍のLCAC-1級に酷似しているが、操縦室はLCAC-1級とは反対の左舷側に位置している。またLCAC-1級は揚力ファン用吸気口の向きを変えることができるが、726型の揚力ファン用吸気口は固定式で動かないなど異なる点がある。船体中央部に全通式車両甲板を有し、甲板の前後にランプを備えている点は同じである。

## 同艦型
|    | 艦番号 | 建造所   | 就役   | 所属     | 現況  |
|    | 726型  | 726型    | 726型  | 726型    | 726型 |
| -- | ------ | -------- | ------ | -------- | ----- |
| 1  | 3320   | 江南造船 | 2011年 | 南海艦隊 | 現役  |
| 2  | 3321   | 江南造船 | 2013年 | 南海艦隊 | 現役  |
| 3  | 3322   | 江南造船 | 2013年 | 南海艦隊 | 現役  |
|    | 726A型 |          |        |          |       |
| 4  | 3330   | 江南造船 | 2016年 | 南海艦隊 | 現役  |
| 5  | 3331   | 江南造船 | 2016年 | 南海艦隊 | 現役  |
| 6  | 3332   | 江南造船 | 2016年 | 南海艦隊 | 現役  |
| 7  | 3236   | 江南造船 | 2018年 | 東海艦隊 | 現役  |
| 8  | 3237   | 江南造船 | 2018年 | 東海艦隊 | 現役  |
| 9  | 3238   | 江南造船 | 2018年 | 東海艦隊 | 現役  |
| 10 | 3239   | 江南造船 | 2018年 | 東海艦隊 | 現役  |
| 11 | 3333   | 江南造船 | 2019年 | 南海艦隊 | 現役  |
| 12 | 3334   | 江南造船 | 2019年 | 南海艦隊 | 現役  |
| 13 | 3335   | 江南造船 | 2019年 | 南海艦隊 | 現役  |
| 14 | 3337   | 江南造船 | 2019年 | 南海艦隊 | 現役  |
| 15 | 3336   | 江南造船 | 2019年 | 南海艦隊 | 現役  |
| 16 | 3240   | 江南造船 | 2020年 | 東海艦隊 | 現役  |
| 18 | 3241   | 江南造船 | 2021年 | 東海艦隊 | 現役  |
| 19 | 3242   | 江南造船 | 2022年 | 東海艦隊 | 現役  |

### 運用史
第六次中国ソマリア沖海賊対処任務に派遣された071型揚陸艦「崑崙山」に、726型は搭載された。揚陸艦のウェルドックに726型が1隻と小型高速艇2隻が搭載された。726型と小型高速艇には、特殊部隊や臨検隊が搭乗し、警戒活動や臨検を行った。